# Usama Mir
Usama Mir (Urdu اسامہ میر; * 23. Dezember 1995 in Sialkot, Pakistan) ist ein pakistanischer Cricketspieler, der seit 2023 für die pakistanische Nationalmannschaft spielt.

## Kindheit und Ausbildung
Mir kommt aus einfachen Verhältnissen und so legte seine Familie viel Wert darauf, dass er eine Schulausbildung bekam und nicht seine Zeit mit Cricket verschwendete. Er spielte daher mit seinem Bruder in der heimischen Garage in der Nacht und auf der Straße. Er scheiterte bei seinem ersten Trial für die Staatsmannschaft im Jahr 2009 und wurde stattdessen in die Amir Waseem Cricket Academy aufgenommen. Ein Jahr darauf kam er dann ins U19-Team von Sialkot.

## Aktive Karriere
Im Jahr 2013 gelang ihn der Sprung in das Team der Khan Research Laboratories. Aufgrund einer Rückenverletzung konzentrierte er sich ab 2015 auf die kurzen Formate. Erstmals auf sich aufmerksam machen konnte Mir bei der Pakistan Super League 2016/17. Er gab dann sein Debüt in der Nationalmannschaft in der ODI-Serie gegen Neuseeland im Januar 2023. Als das Team im Mai erneut auf Neuseeland traf, konnte er im zweiten ODI 4 Wickets für 43 Runs erreichen. Er war nicht Teil der Mannschaft beim Asia Cup 2023, wurde dann aber für den Cricket World Cup 2023 nominiert.